# Transfiguração (Rafael)
A Transfiguração é uma pintura, considerada a última e uma das mais importantes obras de Rafael Sanzio (1483-1520), baseada na Transfiguração de Jesus, descrita no Novo Testamento da Bíblia, no livro de Mateus, capítulo 17, versículos 1 a 21. Foi encomendada em 1517, pelo Cardeal Giulio de Medici, posteriormente Papa Clemente VII. A obra desvia de seu estilo sereno e apresenta uma nova sensibilidade de um mundo turbulento e dinâmico, tende em direcção a uma expressão chamada de Barroco.
Rafael morreu em Roma no dia do seu aniversário de 37 anos, segundo seu biografo Giorgio Vasari, Leão X pensou em nomea-lo como cardeal. Seu corpo repousou por um certo tempo em uma das salas na qual ele havia demonstrado sua genialidade. Foi honrado com um funeral público e foi sepultado no Panteão de Roma. 